# Assault! Jack the Ripper
Assault! Jack the Ripper (Bôkô Kirisaki Jakku) è un film del 1976 diretto da Yasuharu Hasebe.
Pellicola di genere pinku eiga sceneggiata dallo stesso regista Hasebe.

## Trama
Due ragazzi, un pasticciere ed una cameriera, uccidono casualmente una giovane autostoppista e subito dopo, spinti da un'irrefrenabile eccitazione, hanno un intenso rapporto sessuale. Desiderosi di provare le stesse pulsioni della prima volta, i due ragazzi iniziano a commettere, con assoluta naturalezza e preciso metodo, un omicidio dietro l'altro, trovando in giovani donne le loro vittime preferite. I due amanti criminali cadono in un circuito di violenza e depravazione che presto finisce con lo sfaldare il loro rapporto; il ragazzo continuerà ad uccidere per conto suo, ormai in preda ad una vera e propria follia omicida. La stessa ragazza cadrà sua vittima nel vano tentativo di farlo rinsavire.